# Necton
Necton – wieś w Anglii, w hrabstwie Norfolk, w dystrykcie Breckland. Leży 36 km na zachód od Norwich i 142 km na północny wschód od Londynu. W 2001 miejscowość liczyła 1865 mieszkańców.
W 2012 kościół All Saints w Necton otrzymał od Society for the Protection of Ancient Buildings nagrodę John Betjeman Award, przyznawaną od 1990 za staranne prace restauracyjne przy remoncie obiektu kultu religijnego, przeprowadzone w ciągu ostatnich 18 miesięcy, mogące służyć za wzór dla innych.